# Kondensacja Knoevenagla
Kondensacja Knoevenagla – reakcja chemiczna między  związkami karbonylowymi, a w szczególności aldehydami i estrami kwasu malonowego, prowadząca do związków nienasyconych, nazwana na cześć swojego odkrywcy Emila Knoevenagela. 
Reakcja Knoevenagela jest katalizowana przez aminy. Mechanizm tej reakcji polega na przyłączeniu anionu estru do grupy karbonylowej, po czym następuje eliminacja anionu hydroksylowego, podobnie jak w kondensacji aldolowej. Jej odmianą jest reakcja Doebnera. 